# Marilina Ross
Marilina Ross (nascuda com María Celina Parrondo, al barri de Liniers, Buenos Aires, el 16 de febrer de 1943) és una cantautora i actriu argentina. Es va exiliar a Espanya durant els anys de l'última dictadura militar (1976-83), pel fet que aquesta no li permetia desenvolupar les seves activitats artístiques a l'Argentina.

## Carrera d'actriu
Filla d'immigrants espanyols, va néixer al barri porteny de Liniers el 1943. Als 8 anys Marilina comença la seva preparació d'actriu al Teatre Infantil Labardén on hi va estudiar sis anys. Als 16 debuta professionalment encarnant el personatge d'una adolescent a Lucy Crown, una obra de teatre amb la llegendària actriu Luisa Vehil.
Paral·lelament a la seva activitat teatral desenvolupa la seva carrera televisiva, participant en clàssics programes televisius argentins, com La Nena, amb Osvaldo Miranda. Forma part del llorejat grup Gente de Teatro, presentant en televisió el programa Cosa juzgada,sota la direcció de David Stivel. El grup està integrat per Norma Aleandro, Bárbara Mújica, Juan Carlos Gené, Carlos Carella (després s'hi van agregar Federico Luppi) i Emilio Alfaro, amb qui va estar casada entre 1965 i 1972; va realitzar alguns dels programes més impactants i millor actuats de l'època.
A més va participar, entre d'altres, a Yo soy porteño, Señoritas alumnas, la chispa del amor, i com a protagonista del teleteatre Piel naranja, d'Alberto Migré, amb Arnaldo André i China Zorrilla. La carrera cinematogràfica de Marilina Ross arriba al seu auge en protagonitzar el film de Lautaro Murúa La Raulito, paper que li va donar gran reconeixement internacional.
El 1976 s'exilia a Espanya a causa de la prohibició de treballar imposada pel govern militar argentí. Allí participa en sis pel·lícules, en algunes obres teatrals i en programes televisius. Finalment, el 1980 decideix tornar al seu país.

## Carrera musical
En el seu retorn a l'Argentina, debuta com a cantant en un bar de la ciutat de Córdoba; Sandra Mihanovich l'escolta i li demana permís per gravar Puerto Pollensa una cançó composta per Ross que es va convertir en un clàssic del rock. Marilina accepta ja que seguia censurada per la dictadura militar d'aquest llavors. El seu àlbum seminal anomenat Soles és llançat en 1982; després van venir A mis queridos seres i Sobre un mar de miedos, en 1983 i 1984, respectivament. Dos anys després edita Cruzando las grandes aguas; a l'any següent, Mis hijos naturales, i en 1989 surt a la venda Conectándome. En 1990 Marilina Ross torna a l'estudi i grava Latiendo; tres anys després llença De amor y locuras; en 2000, després de participar del documental Maneken, de Juan Schröder, edita el disc Más que un sueño.
Al llarg de la seva trajectòria artística Marilina Ross s'ha convertit en una figura important del teatre argentí, rebent un sens fi de reconeixements i gran suport del públic. En 1995 va rebre el Premi Konex - Diploma al Mèrit en la disciplina Autor / Compositor de Pop / Belada. Va ser declarada Ciutadana il·lustre de la Ciutat de Buenos Aires en 2009 per la Legislatura de la Ciutat Autònoma de Buenos Aires. El mateix any va deixar de cantar a causa d'un emfisema pulmonar. El 2013 es va casar amb la seva parella des de feia vuit anys, Patricia Rincci. Norma Aleandro i la seva amiga Sandra Mihanovich foren els testimonis.

## Filmografia
- 1962: El televisor
- 1964: Primero yo
- 1965: Los guerrilleros
- 1966: Hotel alojamiento
- 1966: El ojo que espía
- 1967: Las pirañas
- 1968: Ufa con el sexo
- 1970: Los herederos
- 1974: La tregua
- 1974: Proceso de la infamia
- 1975: La Raulito
- 1975: La película
- 1975: Los irrompibles
- 1976: Piedra libre
- 1977: Parranda
- 1978: Soldados
- 1979: Al servicio de la mujer española
- 1980: El hombre de moda
- 1999: Padre Múgica
- 2001: El fuego y el soñador
- 2003: Maneken
- 2015: El espejo de los otros

## Discografia
- 1968: Carta a papá/Vivir aquí (simple)
- 1974: Estados de ánimo
- 1975: Queréme... tengo frío
- 1975: Fotos mías
- 1982: Soles
- 1983: A mis queridos seres
- 1983: Queréme... tengo frío (Reedició d' Estados de ánimo)
- 1985: Grandes éxitos en vivo
- 1986: Cruzando las grandes aguas
- 1987: Mis hijos naturales
- 1987: Serie de oro - Marilina por Marilina (compilat)
- 1989: Conectándome
- 1990: Latiendo
- 1991: Lo mejor de Marilina Ross (compilat)
- 1991: Contra viento y marea
- 1991: Cachuso Rantifuso
- 1993: De amor y locuras
- 1995: Lo mejor de los mejores - Marilina Ross (compilat)
- 2000: Más que un sueño
- 2003: Serie de oro - Grandes éxitos (compilat)
- 2004: De colección (compilat)
- 2005: Lo mejor de los mejores (compilat)
- 2010: Por arte de magia (CD - DVD)

## Reconeixements i premis
Medalles del Cercle d'Escriptors Cinematogràfics
| Any  | Categoria     | Pel·lícula                       | Resultat   |
| ---- | ------------- | -------------------------------- | ---------- |
| 1978 | Millor actriu | Al servicio de la mujer española | Guanyadora |

Fotogramas de Plata
| Any  | Categoria     | pel·lícula | Resultat   |
| ---- | ------------- | ---------- | ---------- |
| 1976 | millor actriu | La Raulito | Guanyadora |